# 剛果河圓咽麗魚
剛果河圓咽麗魚（学名：Cyclopharynx fwae）為輻鰭魚綱鱸形目隆頭魚亞目慈鯛科的其中一種，分布於非洲剛果河東南部流域，體長可達12.4公分，棲息在底中層水域，生活習性不明，可做為觀賞魚。